# Ossian Nilsson
John Ossian Nilsson, född den 14 februari 1891 i Gammalstorps församling i Blekinge, död den 29 september 1972 i Västervik, var en svensk företagsledare.

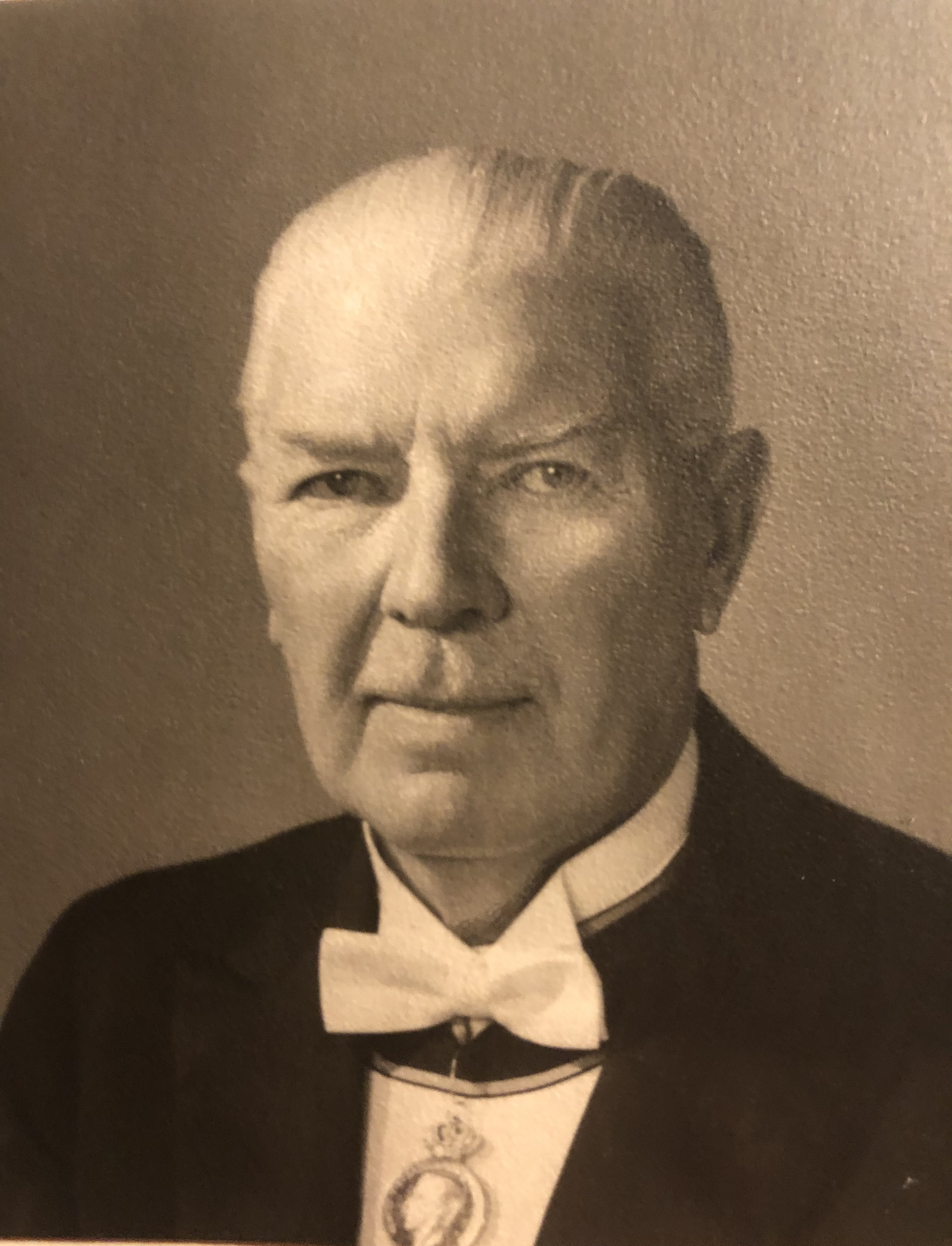
Ossian Nilsson.

Ossian Nilsson var son till säteriägaren Nils Persson och Pella Nilsdotter. Efter ingenjörsutbildning vid Malmö tekniska elementarskola företog han en rad utrikes studieresor och var 1912–1913 anställd vid smärgelskivfabriken i Lomma. År 1913 grundade han AB Slipmaterial i Västervik, senare Slipmaterial Naxos, som 2013 firade hundraårsjubileum som SlipNaxos AB. Nilsson var disponent i företaget under många år. Dessutom ägde han Sundsholms säteri i Gladhammars socken. Han var riddare av Vasaorden.
Nilsson gifte sig första gången 1915 med Gerda Lundberg och andra gången 1967 med textilkonstnären Maj Stenberg. I första äktenskapet föddes två döttrar.